# ロシアの徴兵制度
この記事では、ロシアにおける徴兵制度（ロシア語: Воинская повинность）を扱う。

## 概要
ロシアでは外国人を含めて軍への登録が必要になる。登録をしなかった場合内務省などに拘束される。特に2022年からのウクライナ侵攻で兵員が不足しており、厳しい取り締まりが続いている。ハバロフスクでは700人以上が徴兵逃れの摘発を受けた。

## 徴兵の流れ
1998年3月28日の連邦法では、兵役について以下の通りの手順で行われると明記した。
1. 軍への登録
2. 兵役への準備
3. 徴兵
4. 徴兵による兵役の終了
5. 予備役としての登録

## 兵役拒否
ロシアには良心的兵役拒否制度があるが、ウクライナ侵攻が「特別軍事作戦」である以上戦争に反対するための良心的兵役拒否はできない。また平時でも良心的兵役拒否制度を使用することは難しいとされている。
なお、良心的兵役拒否とは別に、以下に該当する人物は兵役を免除できる。
- ロシア連邦において兵役中、または兵役を終了しているもの
- 公務員として勤務しているもの
- ロシア連邦の国際条約で規定されている場合に、他国での兵役を終えたもの
- 健康上の理由で兵役に適していないもの